# Nicholas Moore (Dichter)
Nicholas Moore (* 16. November 1918 in Cambridge; † 26. Januar 1986) war ein englischer Dichter, der zur Gruppe der sogenannten „Neuen Apokalyptiker“ gerechnet wurde und Ende der 1940er Jahre durch eine Reihe von Unglücksfällen aus dem literarischen Betrieb ausschied.

## Leben

### Ausbildung
Moore, dessen Vater der Philosoph George Edward Moore war, wurde in Cambridge/England geboren. Seine schulische Ausbildung absolvierte er an der Dragon School in Oxford sowie der Leighton Park School in Reading. Später besuchte er die Universität von St. Andrews in Schottland und das Trinitiy College in Cambridge.

### Werdegang als Dichter
Moore schrieb bereits zu Schulzeiten Lyrik. Im Jahr 1937 wurde ein erstes Gedicht von ihm in einer Anthologie mit Gedichten und Prosa aus englischen Schulen veröffentlicht.
Neben seiner eigenen Arbeit trat Moore schon früh auch als Herausgeber in Erscheinung. So veröffentlichte er in Cambridge – zunächst mit John Goodland, später allein – das literarische Magazin Seven (1938–1940).
Mit Beginn der 1940er Jahre wurde Moore auch in der Literaturszene Londons aktiv. Er arbeitete vor allem für Tambimuttus „Poetry London“, einen Lyrik-Verlag mit dazugehöriger Zeitschrift.
Moores erste eigenständige Gedichtbände, die 1941 publiziert wurden, erschienen ebenfalls bei Poetry London. Die vier 1941 veröffentlichten Lyrikbände Moores waren Ausdruck seiner enormen Produktivität. Selbige riss auch in den folgenden Jahren nicht ab, und Moore veröffentlichte – bei verschiedenen Verlagen – eine Reihe weiterer Gedichtbände. Einer davon, der 1944 publizierte Band Glass Tower, wurde von Lucian Freud illustriert.
Auch in den USA wurden Moores Gedichte in den 1940er Jahren publiziert, z. B. im Poetry (Chicago).

### Niedergang als Dichter
Moore, der in den 1940er Jahren (fälschlicherweise) zu den Neuen Apokalyptikern gerechnet wurde, hatte um 1950 zunehmend Probleme, seine Gedichte veröffentlicht zu bekommen, da seine bisherigen Verleger bankrottgegangen waren bzw. Großbritannien verlassen hatten. Überdies wurde die Lyrik der Neuen Apokalyptiker – und mit ihr die Moores – ab Ende der 1940er Jahre von der Kritik als überholt betrachtet.
Neben diesen literarischen Gründen musste Moore auch eine Reihe persönlicher Niederlagen verkraften. Seine Frau Priscilla, der er eine Vielzahl seiner Gedichte gewidmet hatte, verließ ihn mitsamt der gemeinsamen Tochter im Jahr 1948. Eine zweite Ehe verlief ebenfalls unglücklich. Moores Ehefrau wurde psychisch krank, die gemeinsame Tochter starb früh und der Sohn wurde ins Waisenhaus gegeben.
Moore selbst hatte inzwischen eine Stelle in einer Gärtnerei angenommen, doch ging es mit seiner Gesundheit ab den 1950er Jahren beständig bergab. Infolge von Wundbrand musste ihm ein Bein entfernt werden und Moore war ab den 1960er Jahren auf einen Rollstuhl angewiesen.
Zwar schrieb er auch weiterhin Gedichte, doch wurden sie nicht mehr gedruckt. Lediglich ein Gartenbaubuch über die Hohe Bartschwertlilie erschien in dieser Zeit (1956).

## 31 Versionen von BaudelairesSpleen
Im Jahr 1968 initiierte die Sunday Times unter Federführung des Literaturkritikers George Steiner einen Übersetzungswettbewerb für Baudelaires Gedicht Spleen („Je suis comme le roi“).
Moore reichte über mehrere Wochen hinweg insgesamt 31 – zum Teil sehr freie – Übersetzungen des Gedichts ein, wobei er eine Vielzahl von Pseudonymen verwendete. Zwar gewann Moore nicht den Wettbewerb, doch wurden seine 31 Versionen im Jahr 1973 in Buchform veröffentlicht. Es sollte Moores letzter Lyrikband zu Lebzeiten bleiben.

## Kleine Renaissance
In den 1980er Jahren wurde der britische Poet und Essayist Peter Riley auf Nicholas Moore aufmerksam. Er fand den Dichter in einer kleinen, heruntergekommenen Londoner Wohnung, die Moore nach seiner Trennung von Priscilla 1948 bezogen hatte.
Riley sichtete das umfangreiche Material – insgesamt rund 3.000 Gedichte – und veröffentlichte einige davon nach Moores Tod. Im November 2014 erschien schließlich die Auswahl Selected Poems Nicholas Moores in der Londoner Shoestring-Press.

## Rezeption in Deutschland
Bislang (Stand: August 2012) wurde nur ein einziges von Moores Gedichten auf Deutsch veröffentlicht. Es handelt sich dabei um das Gedicht Besonnter Baum, das in der Übersetzung von Klara Blum 1945 in der letzten Ausgabe der Zeitschrift für Internationale Literatur erschien.
Wissenschaftliche Arbeiten zu Moore existieren im deutschsprachigen Raum bislang nicht.
Allerdings veröffentlichte der Schriftsteller Francis Nenik 2012 einen Essay, in dem Moores Leben ausführlich beschrieben und mit dem ganz ähnlichen Schicksal des tschechischen Dichters Ivan Blatný in Verbindung gebracht wird. Der Essay wurde – zusammen mit einem von Nenik ausfindig gemachten Briefwechsel zwischen Blatný und Moore – im Oktober 2013 in englischer Übersetzung in Buchform veröffentlicht und von zahlreichen Zeitschriften, u. a. dem London Review of Books, überaus positiv besprochen.

## Werke
- A Wish in Season (1941)
- The Island and the Cattle (1941)
- A Book for Priscilla (1941)
- Buzzing around with a Bee (1941)
- The Cabaret, the Dancer, the Gentlemen (1942)
- The Glass Tower (1944)
- Thirty-Five Anonymous Odes (anonym veröffentlicht, 1944)
- The War of the Little Jersey Cows (veröffentlicht unter dem Pseudonym „Guy Kelly“, 1945)
- The Anonymous Elegies and other poems (anonym veröffentlicht, 1945)
- Recollections of the Gala: Selected Poems 1943-48 (1950)
- The Tall Bearded Iris (1956)
- Anxious To Please (1968) (veröffentlicht unter dem Pseudonym (Anagramm) „Romeo Anschilo“, 1995 / Oasis Books)
- Identity (1969)
- Resolution and Identity (1970)
- Spleen. Thirty-one versions of Baudelaire’s „Je suis comme le roi“. (1973 / Blacksuede Boot Press und Menard Press)
- Lacrimae Rerum (1988)
- Longings of the Acrobats: Selected Poems (1990)
- Selected Poems (2014)

## Weiterführende Literatur
- Francis Nenik: The Marvel of Biographical Bookkeeping. Translated from German by Katy Derbyshire, Readux Books 2013, Sample.